# Skansen budownictwa puszczańskiego w Granicy
Skansen budownictwa puszczańskiego – niewielki skansen (trzy zagrody) we wsi Granica k. Kampinosu. Reprezentuje w dużej mierze zanikłe drewniane budownictwo ludowe Puszczy Kampinoskiej. Stanowi realizację niewielkiego fragmentu planowanego tu niegdyś Parku Etnograficznego. Wchodzi w skład Ośrodka Dydaktyczno-Muzealnego im. Jadwigi i Romana Kobendzów, należącego do Kampinoskiego Parku Narodowego.

## Uwarunkowania
Obszar Puszczy Kampinoskiej i terenów do niej przyległych, charakteryzuje bardzo duża zmienność warunków naturalnych, będących skutkiem cofania się lądolodu z terenu Polski po zlodowaceniu północnopolskim. Topniejące wody lodowca tworzyły wielką, blisko 20 km szerokości rzekę, czego efektem było wyżłobienie Pradoliny Warszawsko-Berlińskiej. Kompleks Puszczy Kampinoskiej znajduje się w Kotlinie Warszawskiej, stanowiącej fragment pradoliny. Jej brzeg stanowią skarpy Wysoczyzny Płońskiej od północy i Równiny Łowicko-Błońskiej od południa.
Budowa morfologiczna terenu puszczy (Wisła, taras zalewowy, taras akumulacyjny z naprzemiennie występującymi obszarami wydmowymi i bagiennymi – byłymi kępami i łachami oraz nurtami pra-Wisły, taras wysoki-erozyjny) determinowała czas, miejsce i formy osiedlania się na tym terenie ludzi. Zróżnicowane postaci osadnictwa powiązane były z rolniczym zagospodarowaniem terenów dookoła puszczy, eksploatacją zasobów jej wnętrza oraz uproduktywnianiem obszarów okresowo zalewanych przez Wisłę. Następstwem tego było występowanie na tak stosunkowo niewielkim terenie kilku różnorodnych typów osadnictwa, co jest swoistym ewenementem.
Rozmieszczenie układów urbanistycznych i duża różnorodność fizjonomii zabudowy wsi wykazuje ścisłą zależność od warunków środowiska naturalnego i topografii terenu.
- Osadnictwo związane z rolniczym zagospodarowaniem żyznych terenów obrzeży puszczy charakteryzowało się zabudową w postaci:
  - „Ulicówki”, zwartego układu działek po obu stronach drogi. Występuje on głównie na tarasie erozyjnym, a także na piaskach naniesionych przez wylewy rzeczne pod jego skarpą. Przykładem mogą być wsie Kampinos, Wiejca, Wólka.
  - „Rzędówki zwartej”, zwartego układu działek po jednej stronie drogi. Występuje on zazwyczaj przy krawędzi tarasu erozyjnego lub na piaskach naniesionych przez wylewy rzeczne na tarasie zalewowym. Przykładem była wieś Szymanówek.
- Osadnictwo wnętrza puszczy zostało zapoczątkowane w połowie XVIII wieku. Wraz ze wzrostem zapotrzebowania na drewno i produkty jego przerobu zasoby drzewne położone najbliżej osad ludzkich i eksploatowane przy pomocy ich mieszkańców zaczęły się wyczerpywać. Zaszła więc potrzeba eksploatacji wnętrza puszczy, miejsc trudno dostępnych, często zdatnych do prowadzenia wyrębu tylko zimą. W taki sposób powstały nowe osady, zwane od stawianych prowizorycznych budynków mieszkalnych – budami. Osadników zaś nazywano budnikami. Wiele osad budników na terenie Puszczy Kampinoskiej dało początek wsiom i rolniczemu zagospodarowaniu okolicznych terenów, pomimo nie najlepszych warunków glebowych (są to m.in. Grabnik, Nowe Budy, Grabina, Rybitew, Roztoka, Kiścinne, Wiersze, Truskawka, Buda). Wśród układów osadniczych wsi pochodzenia budniczego wyróżnić można:
  - „Rzędówkę przybagienną”, luźny układ siedlisk przy drodze. Występuje na granicy obszarów wydmowych i bagiennych, a także na tzw. grądach – piaszczystych wyniesieniach wśród terenów podmokłych. Przykładem mogą być wsie Granica, Dąbrowa, Dąbrówka,
  - „Rzędówkę bagienną", luźny układ siedlisk oddalonych od drogi od kilku do kilkudziesięciu metrów. Występuje na granicy obszarów wydmowych i bagiennych, a także na tzw. grądach. Przykładem mogą być wsie Cisowe, Górki, Zamość.
- Druga połowa XVIII wieku to również kolonizacja terenów najbliższego sąsiedztwa Wisły, żyznych gruntów, które z powodu regularnych zalewów niezdatne były do przekształcenia pod uprawy rolne za pomocą tradycyjnej gospodarki. Osadnictwo to określa się mianem „olęderskiego”, kolonistów zaś nazywano „olędrami”. Osadnictwo to charakteryzowała:
  - „Rzędówka luźna”, rozproszony układ pojedynczych siedlisk, znacznie oddalonych od drogi. Występuje głównie na tarasie zalewowym, z zabudową na naturalnych bądź sztucznie usypanych wyniesieniach (terpach) wśród urodzajnych mad. Przykładem może być Wilków nad Wisłą.

## Historia
- W połowie lat 70. zrodziła się idea utworzenia muzeum na wolnym powietrzu. Inicjatorami były Towarzystwo Kulturalno-Naukowe w Pruszkowie, Mazowiecki Ośrodek Badań Naukowych i Dyrekcja Kampinoskiego Parku Narodowego. Początkowo miał to być niewielki obiekt w Borzęcinie, później postanowiono stworzyć większą placówkę z działem etnograficznym i przyrodniczym. Skutkiem tego w latach 1975-1976 Mazowiecki Ośrodek Badań Naukowych, na zlecenie Konserwatora Miasta st. Warszawy, podjął się prac przygotowawczych w postaci inwentaryzacji budownictwa ludowego. Były to na tym obszarze pierwsze właściwe badania terenowe, mające na celu wyszukanie i rejestrację wartościowych obiektów. Badaniami objęto 60 wsi, a w 38 z nich odnaleziono w sumie 98 interesujących obiektów, spośród których wytypowano 25 do przeniesienia (do skansenu) z 15 wsi.
- W 1975 roku weszła w życie uchwała Rady Ministrów nr 139/75 o przejęciu przez państwo gruntów położonych w granicach Kampinoskiego Parku Narodowego w celu rekultywacji terenów leśnych oraz przywrócenia naturalnego krajobrazu puszczy przez zalesienia terenów rolnych. Akcja wykupów i wysiedleń mieszkańców spowodowała masowe likwidacje zagród i rozbiórki budynków bez względu na ich wartość zabytkową. Jedynie kilka chałup, w intencji ochrony, decyzją dyrektora KPN nie zostało rozebranych, ale i te pozostawiono puste, pozbawione opieki. Pozostawione same sobie, nie konserwowane ani zabezpieczane przed wpływem warunków atmosferycznych, nie opalane, często ogałacane przez miejscową ludność z okien, drzwi, futryn, podłóg, sufitów, urządzeń ogniowych i czegokolwiek jeszcze mogącego się tylko przydać, niszczały w bardzo szybkim tempie. Również wykupywanie i odnajmowanie budynków przez Urzędy Gmin prowadziło do ich dewastacji. Efektem tego były kolejne masowe rozbiórki starych, zabytkowych chałup.
- W końcu 1977 roku Biuro Projektów Rozwoju Warszawy opracowało koncepcję „węzła dydaktyczno-rekreacyjnego” i parku etnograficznego w Lipkowie. Na około 20 ha terenu zamierzano umieścić około 40 różnych obiektów. Obok skansenu zakładano powstanie terenów sportowych, pól campingowych i polan biwakowo-rekrecyjnych, mających służyć cotygodniowemu wypoczynkowi mieszkańców stolicy.
- Szybko postępująca akcja likwidacji gospodarstw, będąca następstwem wykupywania gruntów, skłoniła służby konserwatorskie do pilnej akcji ratowania pozostałych jeszcze zabytkowych obiektów architektury. (O tempie zanikania Z wytypowanych w 1975 roku w ramach inwentaryzacji roku 25 budynków, w 1983, w ramach inwentaryzacji, stwierdzono istnienie jeszcze tylko 8, w tym 2 w trakcje rozbiórki.) Jedyną metodą ocalenia tych budynków było przeniesienie ich na teren muzeum na wolnym powietrzu. Ochrona in situ, propagowana w świecie jako właściwsza, nie była możliwa z racji:
  - Dotychczasowej polityki dyrekcji Kampinoskiego Parku Narodowego, która zmierzała w kierunku wyludnienia terenów w obrębie parku i przeznaczania coraz większych terenów pod zalesienia, ograniczając tym samym możliwości życia i swobodnego poruszania się na tym terenie,
  - Braku już wówczas obiektów, które można by taką formą ochrony objąć, a więc leżących przy trasach komunikacyjnych czy szlakach wycieczkowych. Istniejące wartościowe obiekty położone były w miejscowościach trudnodostępnych, nie posiadających utwardzonych dróg i leżących poza szlakami turystycznymi. (Paradoksalnie w późniejszym skansenie zrealizowano jedynie część „sektora rolniczego”, reprezentującego nie zespoły budownictwa bagiennego, przybagiennego, śródleśnego i „olęderskiego”, ale budownictwo ogólnie dostępnej Równiny Błońskiej),
  - Wreszcie niedojrzałości społeczeństwa do takiej ochrony tej części dziedzictwa kulturowego, którego większość nie doceniała, wstydziła się i traktowała jako przykład zacofania, czego konsekwencją było permanentne niszczenie go przez samych nosicieli. Do momentu zmiany tej świadomości jedyną skuteczną formą ochrony, mającą realną szansę powodzenia, było muzealnictwo skansenowskie. (Jednak do dziś jeszcze drewniane budownictwo jest w niektórych środowiskach uważane za symbol biedy.)
- 15 maja 1983 roku Urząd Konserwatorski miasta stołecznego Warszawy sporządził, w oparciu o posiadane materiały, spis 71 obiektów z 23 wsi, które powinny podlegać ochronie. Weryfikację i uaktualnienie tej listy, w czerwcu 1984 roku, Konserwator zlecił Oddziałowi Badań i Konserwacji PP PKZ (Przedsiębiorstwo Państwowe Pracownie Konserwacji Zabytków). Wobec argumentacji konserwatora, że zanim dojdzie do realizacji muzeum według zwyczajowej metodyki, zakładającej następstwo po sobie kilku faz (inwentaryzacji, badań, sporządzania dokumentacji i dopiero koncepcji, planu realizacyjnego i wykonawstwa), to na skutek akcji wykupów gruntów i zagród, nie będzie już co chronić, PP PKZ podjęła się prowadzenia wykonawstwa równolegle z opracowywaniem dokumentacji i pracami projektowymi. Pierwszym etapem była weryfikacja listy konserwatora wraz z opracowaniem wstępnej koncepcji skansenu w Lipkowie, celem zabezpieczenia terenu, który KPN zamierzał przeznaczyć na zabudowę jednorodzinną dla pracowników.
- Skutkiem prowadzonej na przełomie 1983 i 1984 roku penetracji terenowej, z listy konserwatora wykreślono większość obiektów (z 71 istniało już jedynie 22). Jednocześnie, poszerzając poszukiwania o kilka nie badanych dotychczas wsi, udało się odnaleźć nowe wartościowe obiekty. W oparciu o takie, ograniczone zarówno czasowo jak i finansowo, badania terenowe wytypowano 13 obiektów do ewentualnego skansenu. Równolegle, w części projektowej, uwzględniono możliwość odbudowy zespołu manufaktury pasów szlacheckich Paschalisa Jakubowicza w Lipkowie i częściowego wykorzystania jej zabudowań na zaplecze skansenu.
- Na wiosnę 1984 roku Rada Konserwatorska województwa warszawskiego zaakceptowała lokalizację skansenu w Lipkowie, ale zleciła równocześnie przygotowanie propozycji parku etnograficznego w Granicy, na terenie należącym do Kampinoskiego Parku Narodowego, gdzie powierzchnia do dyspozycji skansenu byłaby znacznie większa.
- Latem 1984 roku podjęto decyzję o lokalizacji muzeum na wolnym powietrzu w Granicy, w oparciu o istniejące tam obiekty zabytkowe (zespół zabudowań Nadleśnictwa Kampinos z 1919 roku).
- Pod koniec 1984 roku Konserwator podpisał umowę z OBiK na kompleksowy projekt i realizację parku etnograficznego w Granicy. Już na początku 1985 roku rozpoczęto prace nad pierwszym obiektem – domem mieszkalnym Tomasza Połcia z Granicy, opracowując ekspertyzy mikologiczne i konstrukcyjne, inwentaryzację konserwatorską i dokumentację etnograficzną. Równocześnie Pracownia Rewaloryzacji Zespołów Urbanistycznych (PRZU, w strukturze OBiK) opracowała wytyczne pod przyszłą lokalizację parku etnograficznego. W tym też czasie grupa wykonawców zorganizowała zaplecze w Granicy pod przyszły front robót. Już na wiosnę rozpoczęto prace przy rozbiórce i translokacji chałupy Połcia, czego skutkiem było ustawienie jej na docelowym miejscu w czerwcu 1985 roku. Koniec tego roku zaowocował projektem skansenu.
- Realizację właściwej ekspozycji skansenu (zagroda Połcia przeznaczona była pod zaplecze usługowe bądź socjalne) rozpoczęto w 1986 roku, wraz z zapoczątkowaniem I etapu budowy parku etnograficznego w Granicy, zakładającego powstanie sektora rolniczego, a więc zespołu budownictwa typowego dla Równiny Błońskiej („ulicówki” bądź „rzędówki zwartej”). Pierwszą realizowaną zagrodą była, zwana dziś od nazwiska pierwotnego właściciela budynku mieszkalnego, zagroda „Widymajera”.
- Pomiędzy 1988 a 1991 rokiem realizowano drugą zagrodę sektora rolniczego, przylegającą do pierwszej od południa, zwaną dziś, od nazwiska ostatniej właścicielki domu mieszkalnego, zagrodą „Wiejckiej”.
- 16 października 1991 roku uchwalono ustawę o ochronie przyrody (Dz. U.Nr114 poz. 492), której artykuł 62. w ustępie 1. punkcie 1.) stanowił, że „w ciągu roku od dnia wejścia w życie niniejszej ustawy nieruchomości, będące własnością Skarbu Państwa, a znajdujące się w granicach parków narodowych, przejmą w zarząd dyrektorzy parków”. Ustęp 2. mówił, że „Minister Ochrony Środowiska, Zasobów Naturalnych i Leśnictwa może określić odstępstwa od spraw, o których mowa w ust. 1.” (I tak, Muzeum Wsi Słowińskiej w Klukach, które leży na terenie Słowińskiego Parku Narodowego, nie zostało przejęte.)
- 16 grudnia 1992 roku, pomiędzy Wicewojewodą Warszawskim, Wojewódzkim Konserwatorem Przyrody i Dyrektorem Kampinoskiego Parku Narodowego, na podstawie ww. ustawy, zawarto, na czas nieokreślony, porozumienie w sprawie przekazania przez Wojewodę i przejęcia w zarząd przez Dyrektora KPN obiektów skansenu w Granicy. Kampinoski Park Narodowy zobowiązał się włączyć obiekty skansenu w ramy swoich struktur organizacyjnych, rozszerzając działalność i zadania Ośrodka Dydaktyczno-Muzealnego w Granicy.
- Przejęcie skansenu w zarząd przez Kampinoski Park Narodowy nieszczęśliwie zeszło się także w czasie (początek lat 90.) z wycofaniem mecenatu państwowego wobec zabytków i częściową prywatyzacją Przedsiębiorstwa Państwowego Pracownie Konserwacji Zabytków, realizującego projekt parku etnograficznego zarówno od strony planowej jak i wykonawczej. Skutkiem prywatyzacji PP PKZ było rozproszenie jego potencjału oraz zawężenie i ograniczenie przez tę firmę działalności. O gwałtowności zaprzestania robót w skansenie na początku lat 90. świadczy zarówno brak wykończenia wnętrza chałupy Wiejckiej (nie ma podłóg, sufitu, wewnętrznej stolarki drzwiowej), jak i istnienie fundamentów pod zabudowania następnej zagrody (na południe od zagrody Wiejckiej).
- Od 1992 roku skansen, w niewiele zmienionej formie, funkcjonuje jako część Ośrodka Dydaktyczno-Muzealnego im. Jadwigi i Romana Kobendzów. Od 2001 roku chata Widymajera wykorzystywana jest przez Stowarzyszenie Regionalne Wsi Urzecze „Łowiczanie”. Oddalona nieco od pozostałych zagród chata Połcia, na mocy decyzji Dyrektora Kampinoskiego Parku Narodowego z 1 czerwca 2007 roku, użyczona została Stowarzyszeniu „Towarzystwo Kampinoskie” celem urządzenia tam Chaty Kampinoskiej.

## Koncepcja
W 1984 roku Konserwator Zabytków m.st. Warszawy podjął decyzję o utworzeniu Muzeum Skansenowskiego Puszczy Kampinoskiej. Jednakże skansen w Lipkowie nie został zrealizowany ze względu na wyznaczenie, po uzgodnieniach z Dyrekcją KPN, lepszej lokacji, przede wszystkim nie ograniczającej już na starcie nowo powstającego muzeum swą powierzchnią. Postulowany nowy teren parku etnograficznego znajdował się we wsi Granica koło Kampinosu, oddalonej o około 2 km od szosy Leszno-Kampinos-Żelazowa Wola. Wieś ta, położona na tarasie akumulacyjnym, początek swój wiązała z osadnictwem budniczym i po raz pierwszy wymieniona była w 1795 roku jako Budy Granica. Nazwę zaś swą zawdzięczała najprawdopodobniej lokalizacji na granicy obszarów o odmiennej fizjonomii (bagna i wydmy), bądź odmiennych stosunkach własnościowych (parcelacja gruntów wsi przez dziedzica majątku Łazy około 1880 roku, przy najbliższym sąsiedztwie lasów narodowych).
Właściwa wieś Granica rozlokowana jest na zachód od drogi prowadzącej z Komorowa. Po jej wschodniej stronie, od 1919 roku znajduje się zespół 4 leśniczówek w stylu tzw. architektury narodowej, składający się na zabudowania Nadleśnictwa Kampinos. Leśniczówki mieściły kancelarię nadleśnictwa oraz mieszkania kasjera, nadleśniczego i leśniczego. W 1964 roku w byłej „kasjerówce” nadleśnictwa otwarto Muzeum Przyrodnicze Kampinoskiego Parku Narodowego, które stało się zaczątkiem powołanego w 1990 roku Ośrodka Dydaktyczno-Muzealnego. Pozostałe budynki do dziś pełnią swą pierwotną rolę, mieszcząc siedzibę Obwodu Ochronnego Kampinos (byłego leśnictwa), Stacji Bazowej Zintegrowanego Monitoringu Środowiska Przyrodniczego „Pożary” oraz pomieszczenia biurowe Obrębu Ochronnego Kampinos (byłego nadleśnictwa) i Obwodu Ochronnego Zamczysko. Ostatnia z leśniczówek służy nadleśniczemu (Konserwatorowi Obrębu Kampinos) za mieszkanie.
Ten właśnie zespół zabytkowej zabudowy wraz z jego zapleczem gospodarczym miał stanowić oparcie dla powstającego tu parku etnograficznego. Postulowany teren skansenu obejmował obszar około 110 ha i zawarty był pomiędzy Kanałem Olszowieckim B (północnym) od południa, Rezerwatem (obecnie Obszarem Ochrony Ścisłej) „Granica” od północy, gruntami wsi Józefów od wschodu, a od zachodu granicą biegnącą wzdłuż drogi Komorów-Granica, wysuniętą od niej na wschód o około 600 m. Na planie realizacyjnym zagospodarowania przestrzennego z 1986 zachodnia granica parku pokrywała się z drogą, wschodnia przebiegała za ostatnią z leśniczówek (zamieszkaną obecnie przez nadleśniczego), północna i południowa pozostały bez zmian, tak że teren zajęty pod park etnograficzny obejmować miał około 45 ha.

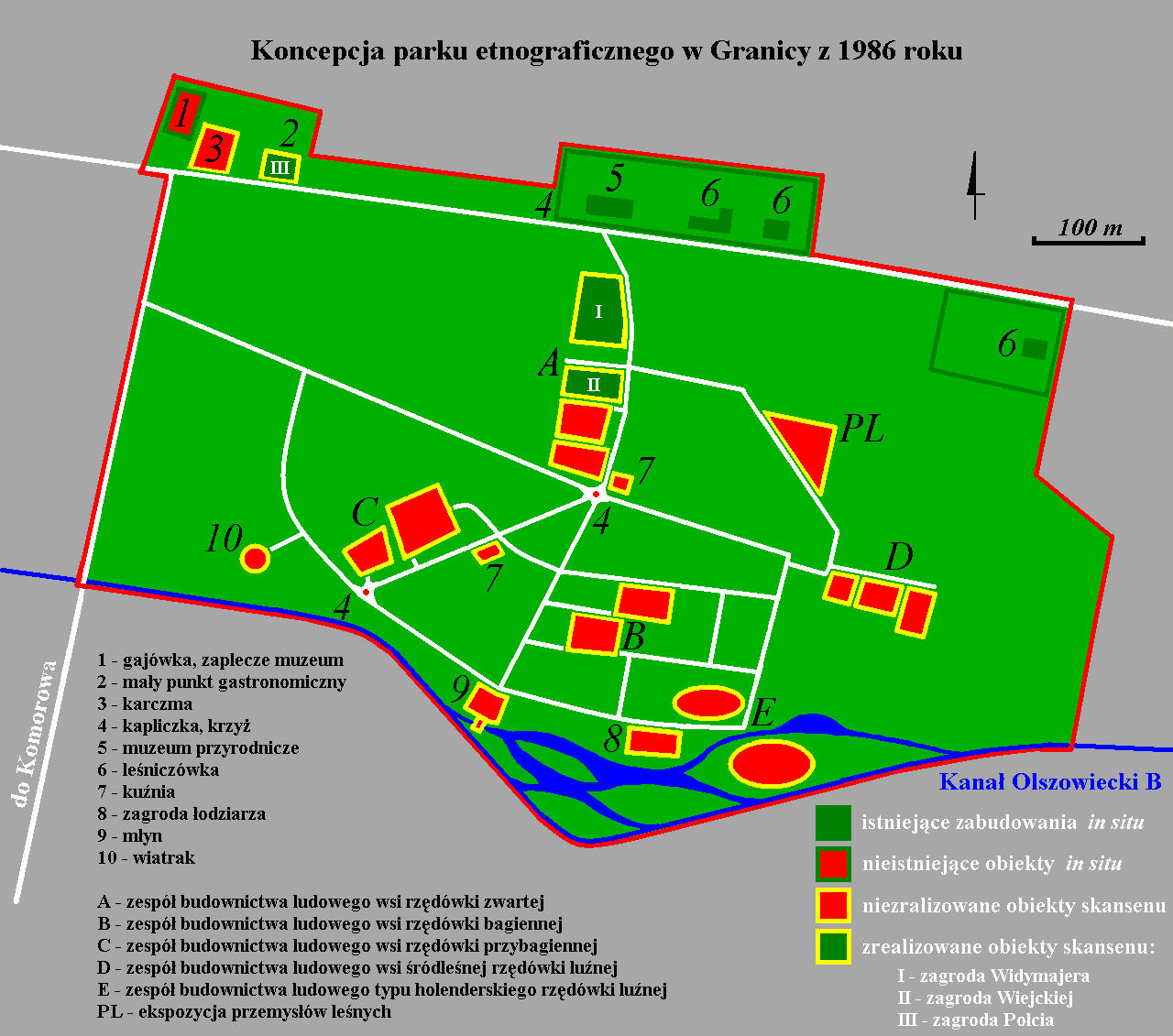
koncepcja parku etnograficznego w Granicy z 1986 roku

Tenże plan realizacyjny zagospodarowania przestrzennego parku etnograficznego w Granicy zakładał ekspozycję złożoną z następujących zespołów budownictwa:
- A.	Zespół budownictwa ludowego wsi rzędówki zwartej. Rozciągać się miał z północy na południe, wzdłuż obecnej Alei III Tysiąclecia po jej zachodniej stronie, aż do wału przeciwpowodziowego. Pierwsze od strony leśniczówek zabudowania stanowiła obszerna zagroda, zwana dziś zagrodą „Widymajera”. Za nią zlokalizowane miały być kolejne trzy zagrody, reprezentujące rzędową, regularnie zabudowaną wieś, o układzie charakterystycznym dla 19-wiecznych wsi powstałych na skutek komasacji gruntów. Cechował się on regularnością zabudowy i gruntami uprawnymi wytyczonymi w prostych pasach prostopadłych do drogi, na przedłużeniu zagród.

Późniejsze uszczegółowienie planu koncepcyjnego I etapu budowy z 1987 roku zakładało nieco inny kształt tego zespołu, który składać się miał z trzech zagród. Obok będącej od 1986 roku w realizacji zagrody Widymajera planowano w nim jeszcze dwie zagrody. Jedna z nich tworzyć miała z powyższą ciąg, przylegając do niej od południa, druga zaś, umiejscowiona na wprost zagrody Widymajera, po przeciwnej stronie drogi, dawać wraz z nią miała namiastkę zwartej „ulicówki”.
- B.	Zespół budownictwa ludowego wsi rzędówki bagiennej. Planowano go zlokalizować pomiędzy wałem przeciwpowodziowym a kanałem Olszowieckim. Stanowić go miały dwie zagrody usytuowane na niewielkich wzniesieniach pośród pól i wilgotnych pastwisk, w centrum kwartału, stworzonego poprzez otaczające je w pewnej odległości aleje parkowe. Dojście z alej do zagród miało odbywać się za pomocą „trytew” (dróg na groblach),
- C.	Zespół budownictwa ludowego wsi rzędówki przybagiennej. Usytuowany miał być pomiędzy wałem przeciwpowodziowym a kanałem Olszowieckim, na południe od zespołu (A) i na zachód od zespołu (B). Stanowić go miały dwie zagrody, charakterystyczne dla terenów styku obszarów bagiennych i wydmowych,
- D.	Zespół budownictwa ludowego wsi śródleśnej rzędówki luźnej. Miał być zlokalizowany we wschodniej części parku, przylegając od południowej strony do wału przeciwpowodziowego. Planowano sprawić wrażenie odizolowania od reszty i znacznego oddalenia stanowiących go trzech zagród, m.in. poprzedzając wejście do zespołu zadrzewioną szykaną, przesłaniającą aleję wiodącą wałem od parkingu, jedną z głównych osi parku,
- E.	Zespół budownictwa ludowego typu holenderskiego rzędówki luźnej. Planowano go zlokalizować na południowym krańcu obszaru parku etnograficznego, nad wykopanym przed II Wojną Światową i ponownie odbudowanym w latach 1954–1956 kanałem Olszowieckim B (północnym), o szerokości dna wynoszącej 3 metry. Zagrodę planowano postawić na sztucznie usypanym wzgórku, szczytem w kierunku nurtu, a kanał tak przekopać, by opływał ją dookoła. Całość dopełniać miał staw i plecione płotki opierające się o żywe drzewa. Również u podstawy sztucznie usypanego wzniesienia znaleźć się miało charakterystyczne klinowate nasadzenie, chroniące je przed silnym prądem wody,
- PL.	Ekspozycję przemysłów leśnych planowano zlokalizować przy ścieżce, odchodzącej na północny wschód od zespołu śródleśnej rzędówki luźnej (D), ukazując tym samym związek tego typu osadnictwa z przemysłem leśnym,

Pojedyncze obiekty ujęte w planie realizacyjnym zagospodarowania przestrzennego parku etnograficznego w Granicy to:
1. Gajówka (zwana także, od ostatniej lokatorki, chałupą nauczycielki Lipińskiej). Znajdowała się ona przy drodze Przyćmień-Józefów, na wprost drogi dojazdowej z Komorowa, na zachód od obecnej zagrody Połcia. Planowana była na zaplecze administracyjne muzeum. Dziś już nie istnieje,
2. Chata zaadaptowana na mały punkt gastronomiczny. Dom Tomasza Połcia przeniesiony z pobliskiej osady i posadowiony w tym miejscu w 1985 roku. Jako że decyzja o przeniesieniu domu podjęta została przed przystąpieniem do projektowania wstępnej koncepcji parku etnograficznego w Granicy, zlokalizowany on został tak, aby nie kolidować z przyszłym zagospodarowaniem skansenu, a jednocześnie móc pełnić rolę małego punktu gastronomicznego, zaplecza administracyjnego obsługi skansenu bądź punktu sprzedaży biletów, przewodników i folderów,
3. Karczma, pełniącą rolę kawiarni bądź zajazdu. Stanowić miała z dwoma powyższymi obiektami, pomiędzy którymi planowano ją umieścić, tzw. część usługową, odrębny zespół budynków, leżący poza właściwym terenem ekspozycji, ale nie odbiegający charakterem od zabudowy skansenowskiej,
4. Kapliczki i krzyże, które planowano lokalizować w naturalnych dla nich miejscach, a więc na przecięciu głównych alei parku, m.in. na skrzyżowaniu osi północ-południe, ciągnącej się wzdłuż zespołu (A) z osią wschód-zachód, ciągnącej się od parkingu do zespołu (D). Przed zabytkowymi zabudowaniami nadleśnictwa znajdowała się już jedna kapliczka, ufundowana przez nadleśniczego po zakończeniu prac przy budowie osady,
5. Muzeum przyrodnicze. Planowano je przenieść z obecnie zajmowanego budynku byłej „kasjerówki” do większego, mieszczącego w obecnej chwili siedzibę Obwodu Ochronnego Kampinos,
6. Leśniczówki. W dalszym ciągu miały pełnić swoją pierwotna rolę, z tą jednak różnicą, że największa z nich (pierwsza od strony kapliczki), położona u wylotu drogi, wiodącej przez zespołu wsi rzędówki, miała zostać zagospodarowana na Muzeum Przyrodnicze. Kancelarie i biura planowano przenieść do „kasjerówki”,
7. Kuźnie, planowane w zespole rzędówki zwartej (A), naprzeciw ostatniej zagrody, nieopodal skrzyżowania z drogą na wale przeciwpowodziowym, oraz w zespole rzędówki przybagiennej (C),
8. Zagroda łodziarza. Planowana była na południowym krańcu skansenu, na południe od zespołu rzędówki bagiennej (B), pomiędzy nieopodal umiejscowionym zespołem budownictwa „olęderskiego” (D) od wschodu, a młynem wodnym od zachodu, nad kanałem Olszowieckim. Położony poniżej w dół nurtu młyn, poprzez umiejscowienie koniecznej do jego działania zastawki wodnej, mógłby spowodować spiętrzenie wody i powstanie w tym miejscu niewielkiego stawu lub rozlewiska, co odpowiadało by warunkom naturalnym zarówno tej zagrody jak i powyżej leżącego zespołu budownictwa „olęderskiego”,
9. Młyn wodny, planowany na południowym krańcu skansenu, nad kanałem Olszowieckim. Umiejscowiony miał być na przedłużeniu osi północ-południe, biegnącej do niego od planowanego Muzeum Przyrodniczego,
10. Wiatrak, który miał być pierwszym obiektem, widocznym z drogi od strony Komorowa. Planowano umiejscowić go na wzniesieniu w południowo-zachodnim krańcu skansenu, za zespołem rzędówki przybagiennej (C), w bliskości zarówno kanału Olszowieckiego jak i drogi Komorów-Granica.

Zagrody i ich otoczenie miały być zagospodarowane w charakterystyczny dla danego układu osadniczego sposób, a odrębne zespoły odseparowane od siebie zadrzewieniami, polami uprawnymi i pastwiskami. Tereny rekreacyjne miały przylegać od północy do drogi pomiędzy częścią usługową (1, 2, 3) a zespołem leśniczówek (5, 6). Ruch kołowy planowano kończyć przed skrzyżowaniem z drogą Józefów-Przyćmień. Parking zaplanowano więc w obecnej jego lokalizacji, po wschodniej stronie drogi Komorów-Kampinos, na wysokości wału przeciwpowodziowego, kilkadziesiąt metrów przed skrzyżowaniem.

## Obiekty
Obecnie na zabudowania skansenu składają się jedynie trzy zagrody, nazwane od ostatnich właścicieli budynków mieszkalnych zagrodami Widymajera, Wiejckiej i Połcia.
Dwie pierwsze znajdują się w niewielkiej odległości i posadowione są we właściwej strefie pierwotnej ekspozycji, stanowiąc część planowanego w tym miejscu „sektora rolniczego” (zespołów charakterystycznych dla Równiny Łowicko-Błońskiej, a więc „ulicówki” i „rzędówki zwartej”). Zespół dwóch zagród „sektora rolniczego” położony jest wzdłuż drogi, która, po rozpoczętej w 1999 roku akcji sadzenia przy niej dębów przez wybitne osobistości życia publicznego nosi obecnie miano Alei Trzeciego Tysiąclecia.

### Zagroda Widymajera
Zagroda pierwsza, „Widymajera”, prezentuje gospodarstwo zamożnego chłopa, typowe dla terenu Równiny Łowicko-Błońskiej. Stanowi ją pięć następujących obiektów:
- Budynek mieszkalny, przeniesiony ze wsi Szymanówek koło Leszna, usytuowany frontem do drogi, w niewielkiej od niej odległości (przestrzeń między domem a drogą zagospodarowana jest na ogródek). Szerokofrontowy, dwutraktowy, konstrukcji zrębowej i dachu naczółkowym krytym gontem. Stanowi przykład typowego domu mieszkalnego bardzo zamożnego gospodarza (w pierwotnej zagrodzie Widymajerów były trzy stodoły) z początku XX wieku. Wybudowany na przełomie XIX i XX wieku, w chwili przekazania do muzeum, na skutek akcji wykupu gruntów, był własnością Kampinoskiego Parku Narodowego.
- Stodoła drewniana dwuboiskowa, przeniesiona ze wsi Juliopol (gmina Młodzieszyn), usytuowana szczytem do drogi. Wytypowana do zagrody ze względu na swą wielkość (składa się z trzech sąsieków i dwóch boisk), odpowiadającą zamożności właściciela domu. Konstrukcji ryglowej (szkieletowej), oszalowana pionowymi deskami, o dachu dwuspadowym, krytym strzechą. Wybudowana w okresie międzywojennym, w 1986 roku wykupiona przez Konserwatora Zabytków m.st. Warszawy i przeniesiona do skansenu w Granicy.
- Drewniany spichlerz, zrekonstruowany w oparciu o obiekt z około 1910 roku ze wsi Maszna. Konstrukcji sumikowo-łątkowej, o dachu dwuspadowym, krytym strzechą, jedyny tego typu odnaleziony na terenie Puszczy Kampinoskiej. Spichlerz posadowiony jest szczytem do drogi i pierwotnie pełnić miał rolę ekspozycji informacyjnej o skansenie.
- Drewutnia z wozownią, zrekonstruowana na podstawie obiektu istniejącego we wsi Maszna, konstrukcji szkieletowej oszalowanej pionowo deskami, o dachu dwuspadowym, krytym strzechą.
- Obora drewniana, przeniesiona ze wsi Maszna, datowana na 1903 rok. Konstrukcji sumikowo-łątkowej, o dachu dwuspadowym, krytym strzechą. Posadowiona jest frontem do drogi.

### Zagroda Wiejckiej
Zagroda druga, „Wiejckiej”, jest przykładem średniozamożnego gospodarstwa, typowego dla budownictwa ludowego terenu Równiny Łowicko-Błońskiej. Stanowi ją pięć następujących obiektów:
- Budynek mieszkalny, zlokalizowany pierwotnie we wsi Kampinos, w dzielnicy zwanej Bugajem, ciągnącej się wzdłuż obecnej ulicy Niepodległości. Chałupa usytuowana jest frontem do drogi, w niewielkiej od niej odległości. Konstrukcji jest zrębowej, z węgłami łączonymi na tzw. rybi ogon, z pozostawieniem około 15 cm ostatków. Naczółkowy dach kryty jest strzechą. Budynek charakteryzuje się nadwieszonym szczytem, wysuniętym poza lico ściany o około 20 cm, oszalowanym w „jodełkę”.
- Obora, przeniesiona ze wsi Kampinos (Bugaj), umiejscowiona szczytem do drogi. Konstrukcji jest zrębowej, o dachu dwuspadowym krytym strzechą.
- Stodoła, przeniesiona ze wsi Kampinos (Bugaj), umiejscowiona frontem do drogi. Obiekt z lat międzywojennych, konstrukcji szkieletowej (słupowo-ryglowej) oszalowanej pionowo deskami, o dachu dwuspadowym, krytym strzechą, jest przykładem stodoły najnowszego typu, reprezentującego ostatnią fazę rozwiniętego budownictwa drewnianego z terenu Puszczy.
- Spichlerz drewniany, wybudowany około 1880 roku w Kownacicy (powiat garwoliński), a w 1938 przeniesiony do Błonia (dzielnica Osiek). Do skansenu wytypowany jako jedyny tego typu zachowany obiekt w okolicy Puszczy. Wąskofrontowy, konstrukcji zrębowej, z niewielkimi ostatkami (zrąb topolowy). Dwuspadowy dach kryty strzechą tworzy od frontowej części spichlerza charakterystyczny podcień, oparty na dwóch belkach, osadzonych w przedłużonych poza lico ściany podwalinach.
- Rekonstrukcja szopy (drewutni), konstrukcji szkieletowej, o dachu czterospadowym, krytym strzechą. Posadowiona jest blisko (ok. 1 m) spichlerza.

### Zagroda Połcia
Trzecia zagroda, „Połcia”, nie przewidziana pierwotnie na cele ekspozycji, umiejscowiona jest oddzielnie, w strefie zaplecza usługowego projektowanego skansenu. Mimo że zlokalizowana została poza granicą właściwego terenu ekspozycji, zaaranżowana miała być na zagrodę tzw. biedniacką, odpowiadającą charakterem skromnej chałupie. Dom Tomasza Połcia przeniesiono z pobliskiej osady i posadowiono w tym miejscu w 1985 roku. Jako że decyzja o przeniesieniu domu podjęta została przed przystąpieniem do projektowania wstępnej koncepcji parku etnograficznego w Granicy, zlokalizowany on został tak, aby nie kolidować z przyszłym zagospodarowaniem skansenu, a jednocześnie móc pełnić rolę małego punktu gastronomicznego, zaplecza administracyjnego obsługi skansenu bądź punktu sprzedaży biletów, przewodników i folderów. Obecnie zabudowania zagrody stanowią:
- Dom mieszkalny, przeniesiony w 1985 roku z tej samej wsi (grunty zajęte przez skansen leżą po wschodniej stronie szosy Komorów-Granica, zabudowania właściwej wsi – po zachodniej). Chałupę tę wybudowano w 1911 roku z wykorzystaniem budulca większego domu, powstałego około roku 1880. W 1973 roku została ona wykupiona przez Kampinoski Park Narodowy i do momentu translokacji stała pusta. Jest konstrukcji zrębowej, o dachu naczółkowym krytym strzechą. Spośród obiektów skansenu wyróżnia się bielonym z zewnątrz zrębem.
- Obora, przeniesiona ze wsi Kampinos, konstrukcji mieszanej. Większość budynku wykonana jest techniką zrębową. Północna jego część zbudowana jest w konstrukcji słupowo-ryglowej, oszalowanej pionowo deskami, z wyjątkiem frontowej, zachodniej części, która pozostała otwarta (brak tam także środkowego słupa i rygla), umożliwiając wjazd do tak urządzonej wozowni. Dach obory jest dwuspadowy, kryty strzechą.